# Kim Sajet
Kim Sajet (Nigeria, ca. 1965) is een Nederlands kunsthistorica, die internationaal bekendheid verwierf als de eerste vrouwelijke directeur van de National Portrait Gallery in Washington D.C. Ze werd in 2013 aangesteld en staat bekend om haar inzet voor diversiteit, gelijkheid en inclusie binnen de Amerikaanse culturele sector. Op 13 juni 2025 trad ze uit zichzelf terug als directeur, enkele weken nadat de Amerikaanse president Donald Trump schreef dat hij haar ontslagen had, iets waarover hij echter geen zeggenschap had. Als reden dat hij haar als directeur weg wilde hebben voerde hij haar diversiteitsbeleid aan, dat hij ideologisch gezien onjuist vond en waarvoor hij ook andere instellingen had bekritiseerd. 

## Biografie
Sajet is een dochter van Nederlandse ouders. Ze werd geboren in Nigeria, groeide op in Australië en bezit een Nederlands paspoort. Haar moeder overleefde een Japans interneringskamp in Nederlands-Indië tijdens de Tweede Wereldoorlog. Haar ouders emigreerden vanuit Nederland naar Australië, vanwaar ze voor enige tijd naar Nigeria verhuisden vanwege het werk van haar vader.

### Opleiding en werk
Sajet zat op Toorak College Mount Eliza in Australië. Ze behaalde daarna een master in kunstgeschiedenis aan Bryn Mawr College, een master in bedrijfskunde aan de Melbourne University Business School in Australië, een bachelor in kunstgeschiedenis aan de Universiteit van Melbourne en een masterdiploma in museumstudies aan Deakin University in Australië.  Ze deed verder een arts leadership opleiding aan de Harvard Business School, het Getty Institute en National Arts Strategies. In 2021 behaalde ze een doctoraat in Liberal Studies aan Georgetown University, op een thesis over het cartes de visite album van Emily Howland.
Van 1989 tot 1995 was ze eerst conservator en vervolgens directeur van twee Australische kunstmusea.
Sinds 1997 woont en werkt Sajet in de Verenigde Staten. Ze was achtereenvolgens president en CEO van de Historical Society of Pennsylvania, vicepresident en adjunct-directeur van de Pennsylvania Academy of the Fine Arts en directeur Corporate Relations van het Philadelphia Museum of Art. In 2013 werd ze benoemd tot directeur van de National Portrait Gallery.
Haar internationale perspectief en ervaring leidden ertoe dat de Britse krant The Guardian haar in 2024 beschreef als een "unieke wereldburger". In een interview met deze krant gaf Sajet aan nog regelmatig in Nederland te zijn, mede omdat haar broer daar woont en intensieve zorg nodig heeft.

### Ontslag
Op 30 mei 2025 schreef de Amerikaanse president Donald Trump op zijn socialemedia-account van Truth Social dat hij Sajet uit haar functie had ontslagen. Hij omschreef haar als een "zeer partijdige vrouw" en bekritiseerde haar steun voor diversiteitsbeleid. De ontslagaanzegging kwam in het kader van bredere pogingen van Trump om invloed uit te oefenen op Amerikaanse culturele instellingen. Eerder ontsloeg hij om dezelfde reden Carla Hayden, directeur van de Library of Congress.
Volgens bronnen binnen het Witte Huis, aangehaald door Newsweek, doneerde Sajet aan de verkiezingscampagnes van Joe Biden en Hillary Clinton, wat volgens ingewijden heeft meegespeeld in het besluit haar te ontslaan. Ook een kritisch onderschrift bij het officiële portret van Trump in de National Portrait Gallery, waarin werd verwezen naar zijn twee afzettingsprocedures, zou voor Trump aanleiding zijn geweest om haar positie ter discussie te stellen.
Juridische experts meenden echter dat Trump geen wettelijke bevoegdheid heeft om Sajet te ontslaan, aangezien het Smithsonian Institution, waar de National Portrait Gallery onderdeel van is, niet onder het gezag van de uitvoerende macht valt.
Op 13 juni 2025 trad Sajet terug als directeur van de National Portrait Gallery. "Het was geen makkelijke beslissing, maar ik denk dat het de juiste is”, schreef Sajet in e-mail aan haar stafleden. „Vanaf het allereerste begin heb ik het museum op de eerste plaats gezet en ik denk dat opstappen de beste manier is om het instituut te dienen dat zo diep in mijn hart zit". Eerder die week had het Smithsonian Institution nog laten weten dat Trump niet over het personeelsbeleid van het Smithsonian Institution gaat en geen recht heeft om medewerkers te ontslaan. In een reactie op haar zelfgekozen ontslag schreef het Smithsonian Institution: "Zij stelde de behoeften van de instelling boven haar eigen behoeften, en daarvoor danken wij haar."